# Palaeomystis
Palaeomystis es un género de polillas monotípico perteneciente a la familia Geometridae, descrito por primera vez en 1867. Es un género bastante aislado, es decir, que consiste en pocas especies relacionadas estructural o filogenéticamente. De Palaeomystis se erigió el género Palaeomystella.

## Especies
El género Palaeomystis, perteneciente a la subfamilia Enochrominae de geométridos, es un género oriental. Comprende dos especies:
| Palaeomystis | \| \| Palaeomystis falcataria Moore, 1867 \| \| \| \| \| \| Palaeomystis mabillaria Poujade, 1895 \| \| \| \| |
|              | \| \| Palaeomystis falcataria Moore, 1867 \| \| \| \| \| \| Palaeomystis mabillaria Poujade, 1895 \| \| \| \| |
|              | Palaeomystis falcataria Moore, 1867                                                                           |
|              | |
|              | Palaeomystis mabillaria Poujade, 1895                                                                         |
|              | |

## Descripción
Es una polilla mediana con una envergadura de hasta 45 milímetros (1,8 plg), blanquecina, con un ligero tinte amarillo e irritación fuscosa. Cada ala presenta una línea antemedial fuscosa ligeramente curvada. Los palpos son rectos, delgados y no se extienden más allá de la frente. Las antenas son cortas y algo engrosadas por serraciones adpresas. El ala anterior es algo prominente y aguda en el ápice. El ala posterior cuenta con el margen externo desarrollado en forma de punta.
Este género y Uliolepis son igualmente peculiares entre los Enochrominae al exhibir una venación del ala posterior que, por lo demás, solo es característica de una porción de especies entre los Larentiinae: la elongación de la celda inferior, con R2 surgiendo cerca de su ángulo inferior.: Notas 1  Sin embargo, en Palaeomystis, solo el macho muestra esta peculiaridad, y las modificaciones del ala posterior en este sexo sugieren cierta afinidad con ciertos grupos Larentiinos (por ejemplo, Lobophora).